# Windows Server 2012
Microsoft Windows Server 2012, anciennement connu sous le nom de code Windows Server 8, est un système d'exploitation de Microsoft orienté serveur. Version serveur de Windows 8, c'est le successeur de Windows Server 2008 R2 et le prédécesseur de Windows Server 2016.
Windows Server 2012 est la première version de Windows Server à ne pas supporter les systèmes Itanium depuis Windows NT 4.0. Cette nouvelle version de Windows Server apporte de nombreuses nouveautés qui permettent de rendre les serveurs plus évolutifs, virtualisables (Hyper-V) et favorise les évolutions vers les clouds privés ou publics.

## Histoire
Une pré-bêta a été publiée le 9 septembre 2011 pour les abonnés MSDN ; puis Microsoft publie une bêta publique le 1er mars 2012 (build 8250).
Le 17 avril 2012, Microsoft annonce que le nom du produit sera Windows Server 2012. Le 31 mai 2012, Microsoft annonce la version RC pour Windows Server 2012. La version finale (RTM) de Microsoft Windows Server 2012 est publiée le 1er août 2012 et le lancement public a lieu le 4 septembre 2012.

## Éditions
Contrairement à Windows Server 2008 R2 qui offrait pléthore d'éditions, Windows Server 2012  se contente de quatre éditions : Foundation, Essential, Standard et Datacenter.
Le lancement de Windows Server 2012 annonce également la fin d'un produit phare de Microsoft à destination des PME : Windows Small Business Server. En effet, la version 2011 de ce produit n'aura pas de successeur.

### Windows Server 2012 Foundation (Win12)
Cette édition n'est disponible qu'à l'achat d'un nouveau serveur. Destinée aux TPE, cette édition est limitée à 15 utilisateurs, ne prend pas en charge la virtualisation et ne supporte qu'un seul processeur. Il n'y a, par contre, pas besoin de CAL Windows pour se connecter à un serveur Foundation. Le serveur doit être hébergé sur une machine physique.

### Windows Server 2012 Essential
Cette édition a pour objectif d'amener les PME vers les solutions cloud de Microsoft. Elle est limitée à 25 utilisateurs, ne prend pas en charge la virtualisation et supporte jusqu'à deux processeurs. Elle est aussi conçue pour une intégration directe à Microsoft Office 365. Le serveur peut être hébergé sur une machine physique ou virtuelle.

### Windows Server 2012 Standard
La principale édition de Windows Server 2012 offre toutes les fonctionnalités du produit, tout comme l'édition Datacenter. Elle se distingue de cette dernière par le nombre de machines virtuelles couvertes par la licence, à savoir deux.
Windows Server 2012 Standard supporte jusqu'à deux processeurs par licence. Tout comme l'édition Datacenter, elle prend en charge les machines disposant d'un maximum de 64 processeurs (sockets) et de 4 To de mémoire RAM.

### Windows Server 2012 Datacenter
Cette édition est destinée à ceux qui ont un recours intensif aux machines virtuelles. Chaque licence couvre en effet jusqu'à deux processeurs et un nombre de machines virtuelles illimité.

## Storage Server
Il existe aussi une version déployable en tant qu'application matérielle: Windows Storage Server 2012. Cette version destinée aux partenaires Microsoft existe en deux éditions, la version Workgroup (50 utilisateurs maximum, 1 seul CPU, 6 disques maximum) et la version Standard (pas de limites de ressources, déduplication, mode grappe de serveurs).